# Бененсон, Залман Михайлович
За́лман Миха́йлович Бененсо́н (1922—2006) — военный конструктор.
Крупный советский, российский учёный в теории:
- автоматизированных систем управления;
- радиолокационных измерений;
- цифровой обработки сигналов;
- создания больших комплексов программ реального времени;
- автоматизации проектирования электронных схем;
- численного моделирования физических процессов;
- разработки аппаратуры для ультразвуковой медицинской диагностики.

Автор работ в области обработки радиолокационной информации; программной инженерии, работ по численному моделированию и оптимизации на ЭВМ электронных схем; работ по моделированию физических процессов: дифракции волновых полей, адаптивной оптике и обращению волновых фронтов (ОВФ).
Автор оригинальных методов цифровой обработки сигналов для ультразвуковой медицинской диагностической аппаратуры.

## Биография

### Начало творческого пути
Родился 4 марта 1922 года в Борисове (ныне Минская область, Беларусь) в семье служащего. В 1939 году поступил на механико-математический факультет МГУ. В 1942 году после окончания 3-х курсов МГУ добровольно вступил в РККА и был направлен на курсы командиров Красной Армии. В том же году по приказу Верховного Главнокомандования был направлен на учёбу в Артиллерийскую академию РККА имени Ф. Э. Дзержинского, которую с отличием окончил в 1944 году по специальности «Электромеханические ПУАЗО» с присвоением звания инженер-капитан.
На действительной службе в Вооружённых силах СССР З. М. Бененсон находился в 1942 — 1977 годах, инженер-полковник.

### Работа в НИИ-5
В 1944 году З. М. Бененсона направили на работу в Научно-исследовательскую лабораторию артиллерийского приборостроения Красной Армии (НИЛАП КА). Впоследствии НИЛАП КА была преобразована в институт № 5 Главного артиллерийского управления МО СССР (ныне ОАО Московский НИИ приборной автоматики (МНИИПА)), где он работал по 1970 год.
После окончания Великой Отечественной войны Залман Михайлович заочно продолжил учёбу на мехмате МГУ имени М. В. Ломоносова и успешно завершил её в 1946 году. В 1947 году З. М. Бененсон сдал кандидатский минимум и успешно защитил кандидатскую диссертацию по спецтеме в МВТУ имени Н. Э. Баумана.

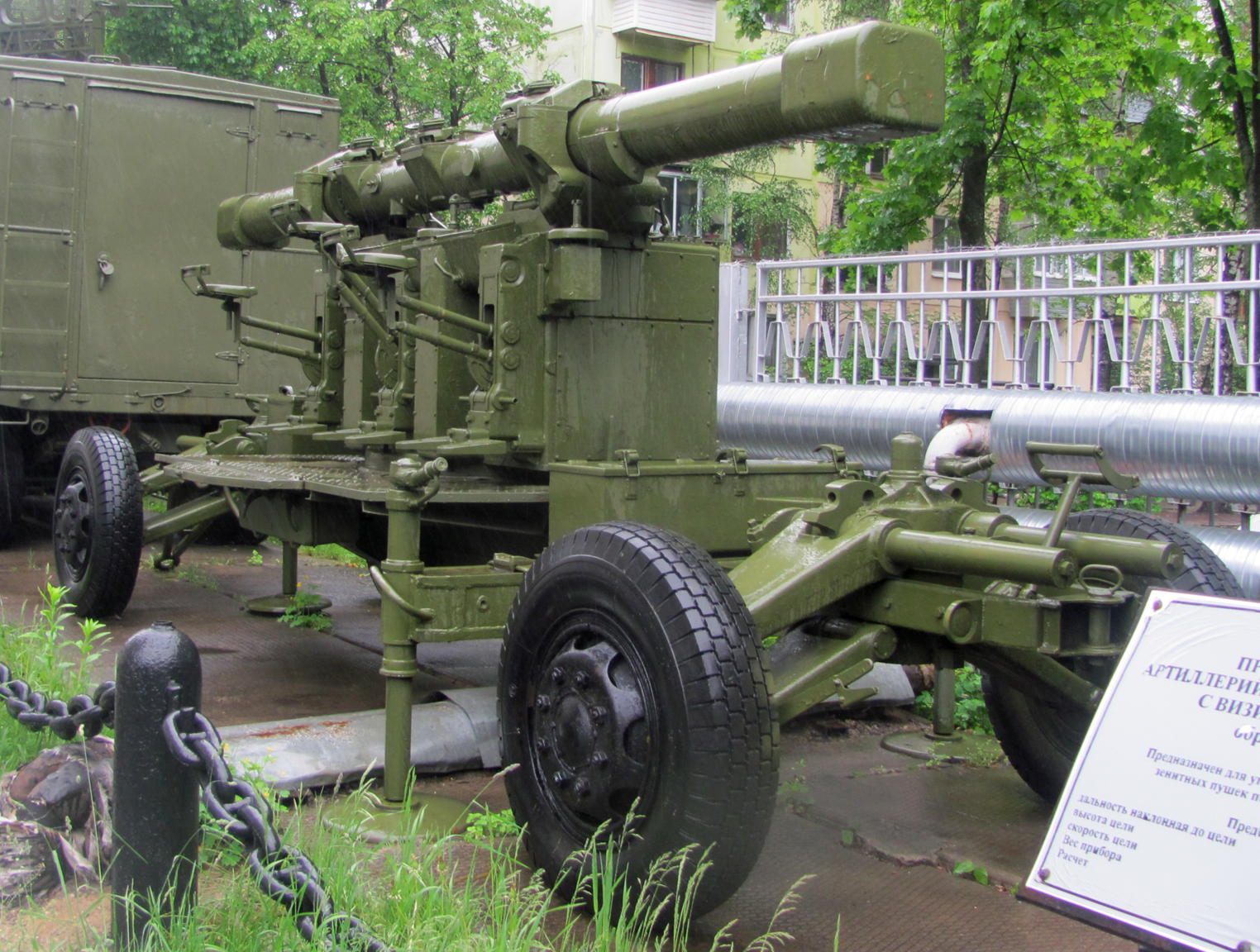
Прибор управления артиллерийским зенитным огнём «ПУАЗО-5» в музее войск ПВО в Балашихе (Московская область). Главные конструкторы К. Н. Богданов и З. М. Бененсон

В 1940—1950 годах во всём мире для борьбы с высоколетящими целями разрабатывались приборы управления зенитным артиллерийским огнём (ПУАЗО). З. М. Бененсон разработал теорию сглаживания погрешностей в нелинейно изменяющихся упреждениях координат цели, обосновал целесообразность нового построения схем ПУАЗО. Его предложение получило одобрение, и в 1947 году он был назначен официальным руководителем разработки ПУАЗО-57. В 1949 году ПУАЗО-57 успешно прошёл государственные испытания с присвоением наименования ПУАЗО-5. В то же время в 1949 году предприятиям НИИ-20 и НИИ-5 было выдано задание усовершенствовать ПУАЗО-5. Назначили двух главных конструкторов: К. Н. Богданова от НИИ-20 и З. М. Бененсона от НИИ-5.. Комплекс ПУАЗО-5 был предшественником знаменитого ЗРК «Тор».
В основополагающей работе Н. Винера «Кибернетика», вышедшей в свет в 1948 году, даётся краткое описание статистической гипотезы о законе движения самолёта за время полёта зенитного снаряда, определяемом его корреляционной функцией. Это описание отражает работы Винера над математическим аппаратом для систем наведения зенитного огня, в результате которых в годы Второй мировой войны была создана действенная вероятностная модель управления силами ПВО США. В разработке ПУАЗО-5 ещё до выхода в свет упомянутой работы Н. Винера З. М. Бененсоном было предложено собственное оригинальное решение задачи о точке встречи снаряда с целью, причём координаты цели вычислялись сразу в сферической системе координат. Предложенное решение позволяло отказаться от применения ламповых операционных усилителей, что дало возможность достичь высочайшего уровня надёжности этого изделия. В работе над ПУАЗО-5 коллективом НИЛАП под руководством З. М. Бененсона совершенно независимо от американских и английских исследований были проделаны всесторонние теоретические, технические и конструкторские разработки систем предсказания и сглаживания, а также систем управления с обратной связью.
Во второй половине 1950-х годов З. М. Бененсон был главным конструктором радиооптического гиростабилизированного приборного комплекса управления огнём 57-мм зенитного орудия самоходной установки ЗСУ-57-2. Эта разработка представляла собой радиоприборный комплекс, который впервые в мировой практике зенитного приборостроения обеспечивал стрельбу по воздушным целям на ходу. Комплекс проектировался на базе аналоговой техники и был предназначен для поражения низколетящих целей. В дальнейшем подобные приборы стали широко использоваться (например, в ЗСУ-23-4 «Шилка»).
В 1953 году институту была задана ОКР под шифром «Воздух-1» — первая территориальная автоматизированная система оповещения, управления и наведения истребительной авиации. Основой комплекса «Воздух-1» была аппаратура для решения задачи наведения истребителей-перехватчиков (ИП) «Каскад». В этой работе З. М. Бененсоном было аргументировано решение о переходе на аналитические методы решения задачи о точке встречи ИП с целью на базе электромеханических и счётно-решающих приборов. В 1957 году аппаратура «Каскад» успешно прошла испытания и стала серийно выпускаться.
В 1956 году в Артиллерийской академии имени Ф. Э. Дзержинского З. М. Бененсон успешно защитил докторскую диссертацию по спецтеме.
В 1960 году директором НИИ-5 и генеральным конструктором разработки единого комплекса управления войсками ПВО СССР в тактическом соединении (шифр «Электрон») был назначен выдающийся учёный, д.т. н., профессор А. Л. Лившиц. Заместителем директора по науке и первым заместителем генерального конструктора стал З. М. Бененсон (на этой должности он находился по 1970 год).
В этот период в институте были созданы и приняты на вооружение АСУ «Электрон» и комплекс автоматизированного управления средствами ПВО страны в тактическом соединении на базе цифровой вычислительной техники «Луч-1». «Луч-1» являлся первой в СССР крупной автоматизированной системой цифровой обработки радиолокационной информации и управления, содержавшей комплекс программ в сотни тысяч команд. При создании комплекса «Луч-1» З. М. Бененсоном была выдвинута идея использования математических методов оптимизации ресурсов для получения автоматического целераспределения. В соответствии с разработанной З. М. Бененсоном идеологией построения АСУ был реализован целый ряд базовых принципов и методов построения больших комплексов программ реального времени. Многие из принятых решений оказались универсальными для вычислительных систем реального времени различного назначения. Именно З. М. Бененсон создал в МНИИПА научную школу проектирования территориальных АСУ ПВО.
В 1962 году З. М. Бененсону было присвоено учёное звание «профессор» по специальности «Системы управления». В 1962 — 1971 годах З. М. Бененсон — профессор АВТФ МЭИ, автор курсов лекций по теории кодирования и методам обработки радиолокационной информации. C 1971 по 2006 г. — профессор ФУПМ МФТИ.
Свои широкие знания профессор З. М. Бененсон в течение многих лет передавал молодому поколению исследователей и учёных, среди его воспитанников более 40 докторов и кандидатов наук.

### Работа в ЦКБ «Алмаз»
В 1970 — 1985 годах работал заведующим лабораторией в ЦКБ «Алмаз» имени А. А. Расплетина.
В 70—80-х годах XX века в мировой электронной промышленности происходил переход на новую технологическую базу. На смену транзисторам пришли схемы средней и большой интеграции и микропроцессоры. Стал актуальным вопрос создания систем автоматизации проектирования (САПР) радиоэлектронных устройств (РЭУ). В это время под руководством и при активном участии З. М. Бененсона был разработан комплекс программ анализа и оптимизации электронных схем «КАПР-Э».
З. М. Бененсоном были разработаны принципы построения математических моделей РЭУ в САПР, предложены универсальные алгоритмы анализа нелинейных радиоэлектронных схем и электрических цепей по методу динамического программирования, разработан метод решения задачи оптимизации и моделирования теплового режима РЭУ, разработаны оригинальные алгоритмы решения систем линейных и нелинейных алгебраических уравнений РЭУ. По результатам этих работ была написана монография.
В это же время З. М. Бененсоном был выполнен ряд работ, связанных с численным моделированием на ЭВМ физических процессов. Впервые было проведено теоретическое исследование и численное моделирование вынужденного рассеяния Мандельштама-Бриллюэна (ВРМБ) в «бегущем режиме». Был предсказан эффект изменения спектра стоксова сигнала в среде с неоднородностями показателя преломления.
Совместно с сотрудниками ИОФАН было проведено экспериментальное наблюдение ВРМБ в стеклянном волоконном световоде и воде в «бегущем» режиме. Полученные в этих работах результаты показывают, что режим бегущего ВРМБ может быть использован для дистанционного зондирования как случайных, так и регулярных неоднородностей среды.

### Работа в НСК РАН и ВЦ РАН
В 1985 — 2005 годах З. М. Бененсон работал в должности заведующего лабораторией в Научном совете по комплексной проблеме «Кибернетика» АН СССР и РАН, а с января 2005 по июль 2006 года — руководителем отдела в отделении «Кибернетика» в ВЦ РАН.
В 1989 году в связи с начавшейся конверсией военного производства началась разработка отечественного ультразвукового медицинского диагностического прибора экспертного класса под условным названием «Узор». В качестве прототипа для создаваемого изделия был выбран прибор Ultramark-9HDI американской компании «ATL Ultrasound». Был оформлен госзаказ Министерства здравоохранения СССР. Головной организацией по разработке стало ЦКБ «Алмаз», а куратором проекта был назначен академик Б. В. Бункин. К сожалению, наступившие вскоре распад страны, экономические потрясения и развал промышленности не позволили выполнить проект в полном объёме. Была разработана линейка ультразвуковых сканеров среднего класса, выпускаемых под торговой маркой «Сономед» (производитель — ЗАО «Спектромед» Архивная копия от 31 марта 2016 на Wayback Machine).
Лаборатории З. М. Бененсона, входившей тогда в НСК РАН, были поручены работы по теоретической проработке и моделированию алгоритмов формирования луча акустической фазированной решётки. Это задание послужило толчком для обширной и плодотворной научной деятельности на протяжении многих последующих лет. Наряду с традиционными алгоритмами фокусировки ультразвука были исследованы оригинальные методы ультразвукового сканирования и формирования луча, позволяющие значительно повысить диагностическую эффективность систем УЗИ.
В этот период были разработаны методы адаптивной динамической фокусировки сигналов, призванных улучшить разрешающую способность ультразвуковых сканеров, а также уменьшить время получения изображения. Методы обработки сигналов двумерной ультразвуковой фазированной решётки и методы быстрого трёхмерного сканирования с высоким разрешением решают актуальную проблему увеличения скорости получения трёхмерного изображения: разработанный подход позволяет получать до 100 объёмных изображений в секунду по сравнению с ~10, получаемыми в существовавших в то время системах трёхмерной визуализации. Были предложены методы адаптивного подавления фазовых аберраций, в том числе и неизопланатических. Исследовались методы улучшения энергетических характеристик сигналов без увеличения пиковой мощности посредством использования ЛЧМ-сигналов. Была теоретически обоснована и экспериментально проверена возможность использования модулированных сигналов для среды с нелинейным распространением волны. Разработан ряд методов подавления шумов некогерентных изображений (как ультразвуковых после детектирования сигналов, так и рентгеновских). Полученные результаты опубликованы в ведущих отечественных и зарубежных изданиях. В частности, методу адаптивной динамической фокусировки посвящена центральная статья в наиболее престижном в данной области журнале «IEEE Transactions on Ultrasonics, Ferroelectrics and Frequency Control».
Исследования в области медицинской визуализации под руководством З. М. Бененсона были начаты и продолжаются в сотрудничестве с производителями ультразвукового диагностического оборудования (американская компания «ATL Ultrasound», отечественная фирма ООО ПКФ «Изомед» Архивная копия от 31 декабря 2013 на Wayback Machine и др.), с медицинскими учреждениями (Московский маммологический диспансер, РНЦХ РАМН Архивная копия от 17 марта 2022 на Wayback Machine), с научными организациями (Биоакустическая лаборатория Иллинойсского университета Архивная копия от 6 января 2012 на Wayback Machine). Исследования в данной области З. М. Бененсон проводил все последние годы своей жизни. В настоящее время эти работы продолжаются его учениками в ВЦ РАН.
Научную деятельность З. М. Бененсона характеризует широта интересов в сочетании с цельностью научного мировоззрения, а также умение доводить научные исследования до практического результата. Важным направлением научных интересов Залмана Михайловича было создание универсальных математических методов решения задач в различных областях науки и техники: таких как кибернетика, радиолокация, оптика, рентгеновская и ультразвуковая визуализация. На протяжении многих лет он постоянно совмещал работу над очень несхожими между собой темами, и в каждой из них добивался таких результатов, которые сделали бы честь любому узкому специалисту в данной конкретной области.
З. М. Бененсон скончался 4 июля 2006 года. Похоронен в Москве на Перепечинском кладбище.

## Награды и премии
- Сталинская премия второй степени (1951)[4] — за работу в области приборостроения (ПУАЗО-5)
- орден «Знак Почёта»
- медали

## Публикации
Автор более 130 научных трудов, в том числе 4 монографий и 7 изобретений

### Монографии
З. М. Бененсон, М. Р. Елистратов, Л. К. Ильин, С. В. Кравченко, Д. М. Сухов, М. А. Удлер. Моделирование и оптимизация на ЭВМ радиоэлектронных устройств / Под ред. З. М. Бененсона. — М.: Радио и связь, 1981. — 272 с.

### Статьи в научных журналах
- Бененсон З. М., Хазен Э. М. Методы статистического последовательного анализа в задачах распознавания многих гипотез // Известия АН СССР. Техническая кибернетика. — 1966. — № 4.
- Бененсон З. М. Анализ электрических цепей по методу динамического программирования // Известия АН СССР. Техническая кибернетика. — 1971. — № 5.
- Бененсон З.М., Елистратов М.Р., Ильин Л.К. и др. Комплекс программ анализа и оптимизации электронных схем КАПР-Э // Обмен опытом в радиопромышленности. — 1978. — № 4—5.
- Бененсон З.М., Елистратов М.Р., Ильин Л.К., Кравченко С.В. Универсальные алгоритмы анализа нелинейных радиоэлектронных схем // Обмен опытом в радиопромышленности. — 1975. — № 6.
- Бененсон З. М., Кравченко С. В. Расчёт электронных схем по методу функционального программирования // Электронная техника. Сер. Микроэлектроника. — 1975. — № 6.
- Бененсон З. М., Кочетов И. В. и др. Расчёт характеристик быстроточного СО-лазера с неустойчивым селективным резонатором // Квантовая электроника. — 1987. — Т. 14, № 12. — С. 2457—2460.
- Бененсон З. М., Бункин Ф. В., Власов Д. В., Дианов Е. М., Карасик А. Я., Лучников А. В., Щебнев Е. П., Яковлева Т. В. Вынужденное рассеяние Мандельштама — Бриллюэна в «бегущем» режиме // Письма в ЖЭТФ. — 1985. — Т. 42, вып. 4. — С. 164−167.
- Бененсон З. М., Яковлева Т. В. Теория вынужденного рассеяния Мандельштама — Бриллюэна в «бегущем» режиме с учётом влияния неоднородностей среды и тепловых фонов // ЖЭТФ. — 1987. — Т. 93, вып. 5, № 11. — С. 1927—1938.
- Z. M. Benenson, T. V. Yakovleva. The theory of stimulated Mandelshtam—Brillouin scattering in running conditions with explanation of the effect of Stokes frequency-modulation due to the inhomogenities of the scattering medium (англ.) // Optics Communications. — 1989. — 1 December (vol. 74, no. 3—4). — P. 269—278. — doi:10.1016/0030-4018(89)90361-1.
- Бененсон З. M., Кульберг H. С. Алгоритмический синтез дифракционно-ограниченного луча для получения трёхмерных изображений высокого разрешения // Доклады Академии наук. — М.: МАИК, 1997. — Т. 352, № 5. — С. 606−609.
- Бененсон З. M., Кульберг H. С., Бурдина Л. М., Елизаров А. Б. Повышение диагностической способности маммографии посредством цифровой обработки рентгеновских маммограмм // Маммология. — М., 1998. — № 2. — С. 13−20.
- Z. M. Benenson, A. B. Elizarov, T. V. Yakovleva and W. D. O’Brien Jr. Approach to 3D Ultrasound High Resolution Imaging for Mechnically Moving Large-Aperture Transducer Based upon Fourier transform (англ.) // IEEE Transactions on Ultrasonics, Ferroelectrics and Frequency Control. — 2002. — Vol. 49, no. 12. — P. 1665—1685. — doi:10.1109/TUFFC.2002.1159846.

### Статьи в специализированных сборниках
З. М. Бененсон, А. Н. Смирнов. Алгоритмы и процессоры обработки сигналов на основе концепции параллельно-конвейерных вычислений // АН СССР, Научный совет по комплексной проблеме «Кибернетика», 30 с. ил. 20 см, Препр. М. Б. и. 1988
Б. В. Бункин, А. В. Анцыгин, З. М. Бененсон, Л. К. Ильин, С. В. Кравченко. Концепция построения и направление разработки нового поколения САПР процессоров обработки сигналов // Системы автоматизированного проектирования БИС и радиоэлектронной аппаратуры : Сборник. — Наука, 1991. — С. 6—16.
З. М. Бененсон. Оценивание корректности проекта цифровой аппаратуры // Системы автоматизированного проектирования БИС и радиоэлектронной аппаратуры : Сборник. — Наука, 1991. — С. 16—49.
З. М. Бененсон. Метод оценки коэффициента акустического ослабления в неоднородной биологической среде на основе обработки знаков сигналов субапертур // Серия «Вопросы кибернетики», специализированный выпуск «Моделирование процессов ультразвуковой медицинской диагностики» : Сборник. — М.: НСК РАН, 1993. — С. 52—66.

### Выступления на научных конференциях
Z. M. Benenson. The Determination of ultrasound absorption coefficient in dispersive inhomogeneous medium on the basis of sub aperture signal processing (англ.) // Processing of 6-th World congress in ultrasound. — 1991. — Vol. 3. — P. 8226.
Z. M. Benenson, N. S. Kulberg. Dynamical focusing of the both transmitted and received beams via digital processing of the pulsed acoustical signals, obtained on a single-element scanning aperture (англ.) // Acoustical Imaging : Proceedings Paper  / Ed. by P. Tortoli and L. Masotti. — NY: Plenum Press, 1995. — Vol. 22. — P. 531—536. — ISBN 0-306-45364-9.
Z. M. Benenson, N. S. Kulberg. Superresolution of the acoustical biological images via non-linear processing of the dynamically focused transmitted/received ultrasonic signals (англ.) // Acoustical Imaging : Proceedings Paper  / Ed. by P. Tortoli and L. Masotti. — NY: Plenum Press, 1995. — Vol. 22. — P. 537—542. — ISBN 0-306-45364-9.
Z. M. Benenson, N. S. Kulberg, T. T. Kasumov. A new approach to obtain non-diffraction beam with near-field resolution on linear and convex arrays (англ.) // Acoustical Imaging : Proceedings Paper  / Ed. by S. Lees, L. A. Ferrari. — NY: Plenum Press, 1997. — Vol. 23. — P. 303—308. — ISBN 0-306-45768-7. — ISSN 0270-5117.
З. М. Бененсон. Кибернетика в оборонном НИИ-5 до её официального разрешения // Политехнические чтения «Кибернетика: ожидания и результаты. К 50-летию к выходу в свет книги Винера „Кибернетика“» : Сборник. — М.: Знание, 2002. — С. 149—157.